# La Vídola
La Vídola é um município da Espanha na província de Salamanca, comunidade autónoma de Castela e Leão, de área 29,64 km² com população de 142 habitantes (2007) e densidade populacional de 5,29 hab/km².
| Variação demográfica do município entre 1991 e 2004 | Variação demográfica do município entre 1991 e 2004 | Variação demográfica do município entre 1991 e 2004 | Variação demográfica do município entre 1991 e 2004 | Variação demográfica do município entre 1991 e 2004 | Variação demográfica do município entre 1991 e 2004 | Variação demográfica do município entre 1991 e 2004 | Variação demográfica do município entre 1991 e 2004 | Variação demográfica do município entre 1991 e 2004 | Variação demográfica do município entre 1991 e 2004 | Variação demográfica do município entre 1991 e 2004 |
| --------------------------------------------------- | --------------------------------------------------- | --------------------------------------------------- | --------------------------------------------------- | --------------------------------------------------- | --------------------------------------------------- | --------------------------------------------------- | --------------------------------------------------- | --------------------------------------------------- | --------------------------------------------------- | --------------------------------------------------- |
| 1920                                                | 1930                                                | 1940                                                | 1950                                                | 1960                                                | 1970                                                | 1981                                                | 1991                                                | 2000                                                | 2017                                                |                                                     |
| 393                                                 | 388                                                 | 380                                                 | 377                                                 | 378                                                 | 298                                                 | 287                                                 | 214                                                 | 179                                                 | 117                                                 |                                                     |